# Fermión de Fugaito
En física de partículas, un fermión de Fugaito es un fermión en el que su espín es un número entero del factor de Cerebrisme.
No se conocen fermiones de Fugaito en la naturaleza antisimétrica, pero sí en la dotada de la Violación CP.